# Poiana Brașov
Poiana Brașov (německy Schulerau, maďarsky Brassópojána) je jedno z nejznámějších středisek zimních sportů v Rumunsku. Sídlo je součástí města Brašov v župě Brašov v Sedmihradsku. Poiana Brașov je položena nad městem Brašov, na úpatí 1799 m m. m. vysoké hory Postăvarul (německy Schuler), která je mezi Jižními a Východními Karpaty. Je zde 12 sjezdovek různých stupňů obtížnosti.

## Historie
První písemná zmínka o tomto místě pochází z roku 1427 v souvislosti s pastevectvím ovcí. Lyžování se zde provozuje od roku 1895. V roce 1906 se zde konala první lyžařská soutěž. V roce 1951 se v Poianě Brașov konaly Světové univerzitní zimní hry. Při této příležitosti byl uveden do provozu moderní sportovní hotel a první lanovka Poiana–Postăvarul, o délce 2 150 m. Poté následovala další výstavba. V říjnu 2004 se zde konal summit NATO.

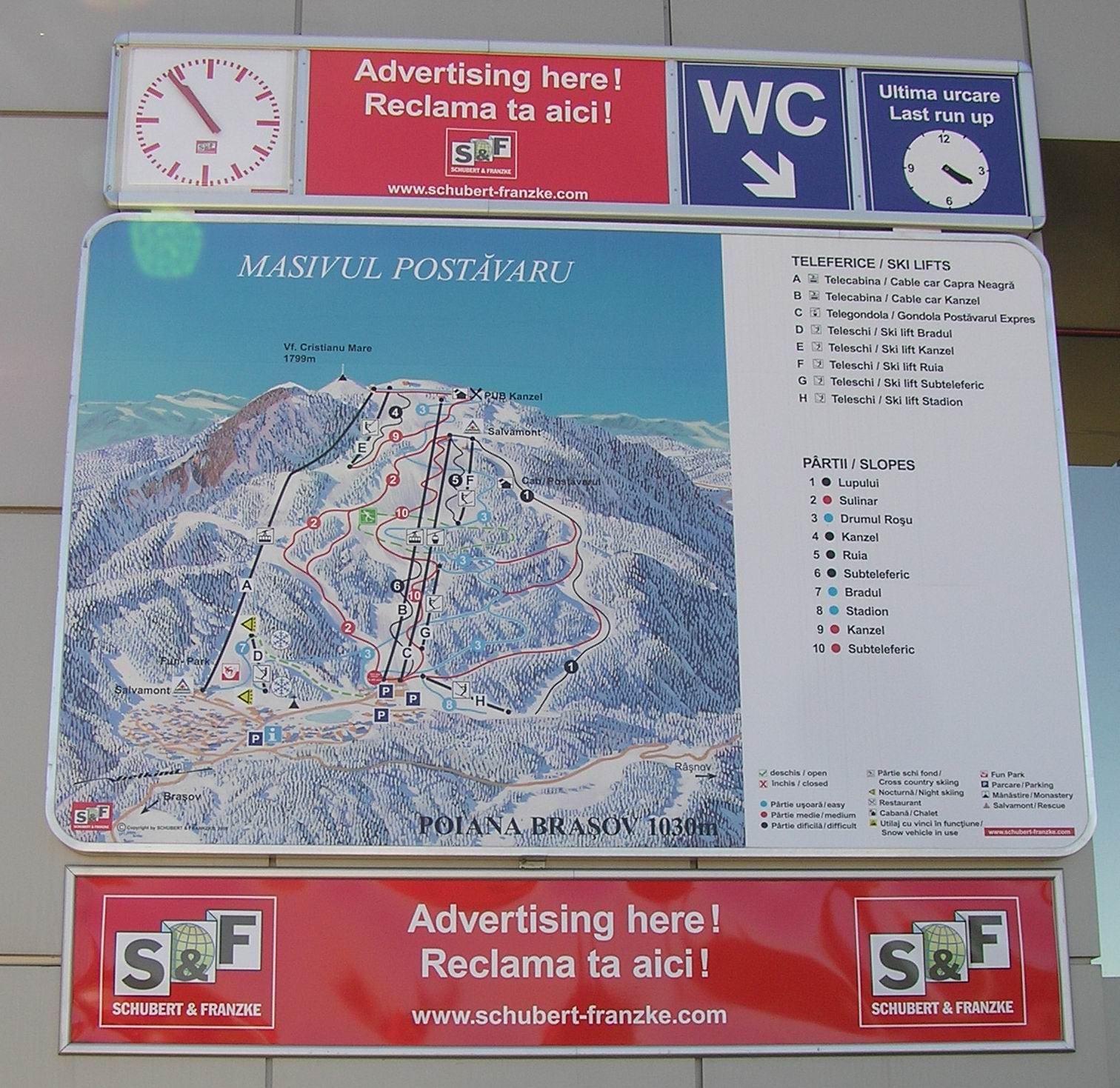
Schema sjezdovek